# Alicja (hrabina Vexin)
Alicja Francuska, znana też jako Alys, Alaïs, Adélaïde, Adèle, Alais lub Alix (ur. 4 października 1160, zm. ok. 1220) – córka króla Francji Ludwika VII Młodego i jego drugiej żony Konstancji Kastylijskiej.

## Życiorys
Alicja była młodszą siostrą przyrodnią Marii, hrabiny Szampanii i Alicji, hrabiny Blois (Alix, z którą często jest mylona) oraz rodzoną – Małgorzaty, królowej Węgier. Jej matka zmarła przy porodzie Alicji. Jej ojciec miał trzy żony, a z każdą potomstwo. Jego trzecią żoną była Adela z Szampanii, którą poślubił już pięć tygodni po śmierci drugiej żony. Adela urodziła młodszego przyrodniego brata Alicji – Filipa, przyszłego króla Francji, i jej młodszą przyrodnią siostrę – Agnieszkę, cesarzową bizantyjską.
W styczniu 1169 ojciec Alicji i król Anglii – Henryk II Plantagenet, ustalili że Alicja poślubi syna Henryka – Ryszarda. Alicja została więc wysłana do Anglii, a jej przyszły teść przez wiele lat trzymał ją na swoim dworze. W 1177 stało się to przyczyną konfliktu między Francją a Anglią. Jeden z kardynałów, w imieniu papieża Aleksandra III groził, że nałoży interdykt na kontynentalne posiadłości Anglii, jeśli wreszcie Henryk II nie ożeni swojego syna z Alicją. Henryk uspokajał Ludwika, że Alicja jest dobrze traktowana, ale wciąż unikał tematu ślubu. Na dworze chodziły plotki, że Alicja została metresą Henryka II i miała z nim dziecko.
Henryk II zmarł 6 lipca 1189, a długoletni narzeczony Alicji, został królem jako Ryszard I. W marcu 1191, w Mesynie unieważnił zaręczyny twierdząc, że narzeczona urodziła dziecko jego ojcu. W 1195 Alicja została wysłana z powrotem do Francji. Jeszcze w 1192 jej brat, król Filip II August, zaofiarował jej rękę młodszemu bratu Ryszarda – Janowi bez Ziemi, ale małżeństwu stanowczo sprzeciwiła się królowa-matka – Eleonora Akwitańska. 20 sierpnia 1195 Alicja poślubiła Wilhelma Talvasa, hrabiego Ponthieu, miała z nim troje dzieci:
- Jana II de Ponthieu (zmarłego w dzieciństwie),
- Marię, hrabinę Ponthieu (ok. 1199-1250), żonę (1) Szymona de Dammartin, hrabiego Aumale, (2) Mateusza de Montmorency,
- Izabelę, przełożoną zakonu w Épagne.

Data śmierci Alicji jest nieznana. Wiadomo, że żyła jeszcze 28 lipca 1218.